# Walther (Eichstätt)

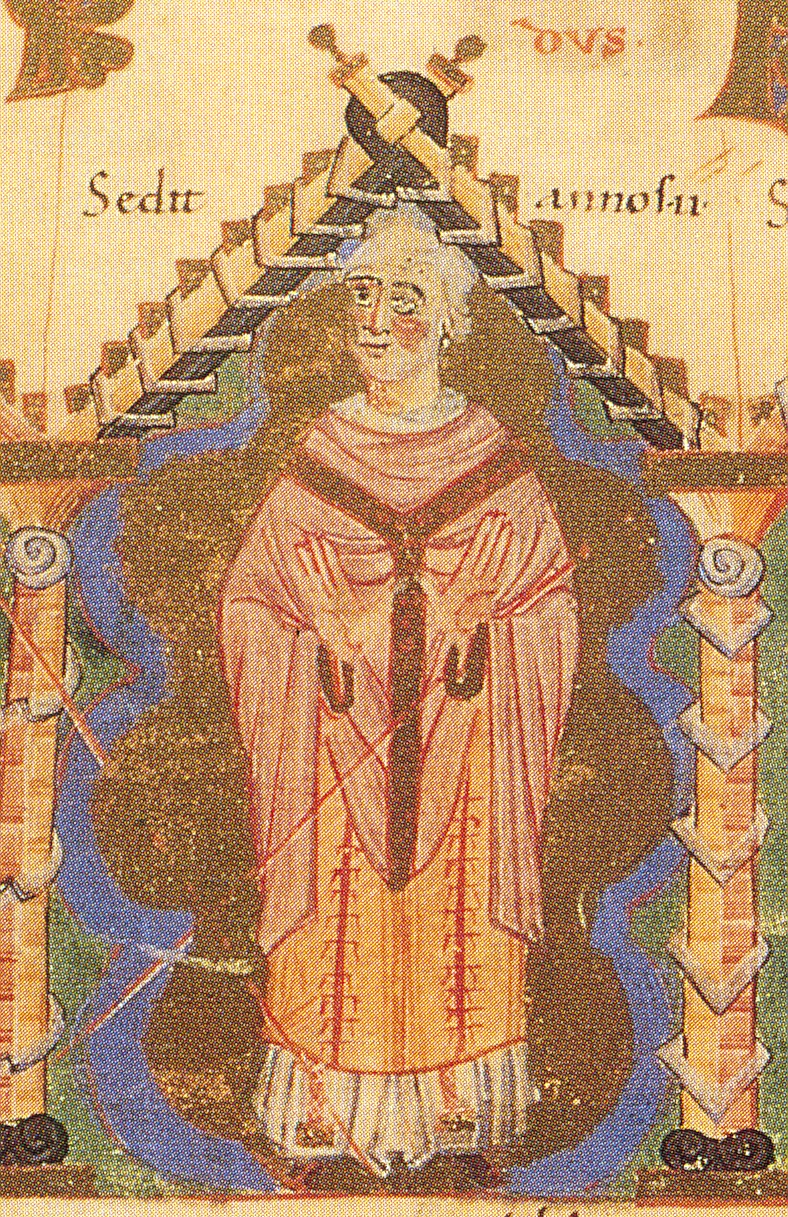
Bischof „Vualtherius“. Abbildung aus dem Pontifikale Gundekarianum, 11. Jahrhundert

Walther († 20. Dezember 1021 bei Ravenna) war Fürstbischof von Eichstätt von 1020 bis 1021.

## Leben
Walther (auf einer einzigen Urkunde ist seine Unterschrift mit „Vualtheri Heihsteidensis episcopus“ erhalten) stammte aus einem Ministerialengeschlecht, war also unfreier Herkunft. Er wurde von Kaiser Heinrich II. eingesetzt. Auf der Nationalsynode von Bamberg 1020 erkannte er indirekt die kirchenrechtliche Sonderstellung des Bistums Bamberg an. Das Bistum Bamberg wurde 1007 von Heinrich II. gegründet, um seinen Einfluss in der Region auf kirchenpolitischen Wege zu festigen. Walther begleitete 1021 Heinrich II. bei seinem Italienzug und starb unterwegs in der Nähe von Ravenna; in Ravenna wurde er auch bestattet – wie Gebhard I., der ihm als dritter auf dem Eichstätter Bischofsstuhl nachfolgte.